# DS-39
1939년형 덱탸료프 중기관총(러시아어: Дегтярёва Станковый образца 1939 года; DS-39)는 바실리 덱탸료프가 개발한 공랭식 기관총으로, 제2차 세계 대전에서 사용되었다.
개발 작업은 1930년에 시작했고, 붉은 군대는 1939년 9월에 DS-39를 채용했다. 소련은 DS-39를 1939년부터 1941년까지 약 10,000정을 생산해서 일선 부대에 배치했다. 그러나, 실제 성능이 좋지 않아 1941년 6월 22일 독일이 소련을 침공하자 생산을 중단하고, DS-39를 생산하던 공장에 무겁지만 신뢰성 좋은 러시아 맥심 기관총을 재생산하라는 지시를 내린다. 소련 외에 핀란드군이 DS-39를 200정가량 노획하여 사용하기도 했다.